# 程嗣功
程嗣功（1525年—1588年），字汝懋，號午槐，南直隸徽州府歙縣槐塘人，民籍，明朝政治人物。

## 生平
嘉靖四年（1525年）十一月十三日戊辰，程嗣功出生，籍贯南直隸徽州府歙县槐塘。出身商人世家，父程㒜、兄程嗣启、弟程嗣烈均为两淮盐商。嘉靖二十二年（1543年）癸卯科應天府鄉試第六十六名举人。嘉靖二十六年（1547年）中式丁未科會試第二百八十名，登第三甲第七十三名進士。户部觀政，授武康知县，迁南京兵部职方司主事，升员外郎、郎中。倭寇逼近南都，嗣功调度兵马，击却之。升迁四川按察司佥事，治兵安綿，进湖广布政司參議，丁忧归。服阕，起补浙江，升河南按察司副使，以考察去职。隆庆三年（1569年）起补贵州副使，隆庆五年（1571年）六月升江西布政使司右参政，分守赣州，进河南按察使，隆庆六年（1572年）十月升广东右布政使，遷广西左布政使，万历三年（1575年）十月升應天府府尹，任内主修完成《万历应天府志》33卷，万历五年（1577年）始刻 ，为《四库全书》存目。万历四年（1576年），主考应天秋闱。万历六年二月官至南京户部右侍郎（正三品）、总督粮储，万历九年三月致仕。万历十六年（1588年）十月丁亥逝世，赐祭葬。

## 家族
曾祖程景嵩；祖父程永安；父程㒜，母方氏。具庆下。弟嗣勲、嗣烈。
子程梦鲤（即道充，甲子举人）、程梦鲸（即道立）、程道章（乙酉举人）、程道新（通政使经历）、程道康（戊子举人）、程道育、程道彦（生员）。